# دوغ كووي
دوغ كووي (بالإنجليزية: Doug Cowie)‏ (1 مايو 1926 في المملكة المتحدة - ) هو مدرب كرة قدم ولاعب كرة قدم بريطاني في مركز الدفاع، شارك في كأس العالم 1954 وكأس العالم 1958. وشارك مع منتخب اسكتلندا لكرة القدم. أما مع النوادي، فقد لعب مع نادي دندي ورابطة كرة القدم الاسكتلندية الحادية عشر ‏ ونادي غرينوك مورتون.

## مسيرته الكروية
لعب دوغ كووي خلال مسيرته الاحترافية مع نادِ واحدٍ في أربعة عشر موسمًا وسجل خلالها 17 هدفًا ضمن 338 مباراة. ولم يفز بأي موسم بالكأس أو بالدوري.
خاض دوغ كووي مسيرته مع نادي دندي في موسم 1947–48 ليلعب معه أربعة عشر موسمًا، مشاركًا في 338 مباراة سجل خلالها 17 هدفًا.

## وصلات خارجية
- دوغ كووي على موقع قاعدة بيانات كرة القدم.إي يو (الإنجليزية)
- دوغ كووي على موقع بيانات كرة القدم. دي إي (الألمانية)
- دوغ كووي على موقع ناشيونال فوتبول تيمز (الإنجليزية)